# Объект 757
Объект 757 — советский опытный тяжёлый ракетный танк. Разработан в конструкторском бюро Челябинского тракторного завода. Серийно не производился.

## История создания
«Объект 757» был разработан в конструкторском бюро Челябинского тракторного завода. В 1959 году был изготовлен опытный образец машины. Образец прошёл заводские и испытания на полигоне, однако в 1961 году работы над машиной были прекращены. Причиной послужил отказ от концепции тяжёлых танков, а также создание нового ракетного танка «Объект 772».

## Описание конструкции

### Вооружение
В качестве основного вооружения в «Объекте 757» использовалось орудие-пусковая установка Д-126С. Орудие было способно вести огонь противотанковыми управляемыми ракетами «Рубин» со скорострельность 4—5 выстрелов в минуту, дальность стрельбы составляла до 4 км. При наведении использовался специальный инфракрасный луч. Главным недостатком системы наведения была невозможность прицеливания при использовании вражеской целью дымовой завесы.
Также имелась возможность использовать неуправляемые реактивные снаряды «земля — земля» «Бур» на дальности до 9 км со скорострельностью 8—10 выстрелов в минуту.
Кроме того для «Объекта 757» разрабатывались и другие боеприпасы. Так в 1957 году в НИИ-1 были начаты разработки ПТРК «Кобра». Наведение ракеты должно было осуществляться по инфракрасному лучу. Для вписывания ракеты в калибр орудия «Объекта 757» стабилизаторы были складными. При полёте ракета вращалась с небольшой угловой скоростью, составлявшей около 10 об./с.
Также для «Объекта 757» был адаптирован ПТРК КЛ-8 «Спрут» изначально разрабатываемый для опытного тяжёлого танка Объект 279. Однако все работы по вооружению «Объекта 757» были прекращены вместе с разработкой самого танка.
В качестве дополнительного вооружения на танке устанавливался 7,62-мм пулемёт СГМТ.

## Сохранившиеся экземпляры
Единственный сохранившийся экземпляр находится в частном Музее техники Вадима Задорожного. Музей находится в усадьбе Архангельское в Красногорском районе Московской области.